# Loredana Lanzani
Loredana Lanzani (1965) é uma matemática ítalo-estadunidense, especializada em análise harmônica, equações diferenciais parciais e análise complexa. É professora de matemática na Universidade de Syracuse.

## Formação e carreira
Lanzani obteve o diploma na Universidade de Roma Tor Vergata em 1989, com um Ph.D. na Universidade Purdue em 1997, com a tese A New Perspective On The Cauchy Transform For Non-Smooth Domains In The Plane And Applications, orientada por Steven Robert Bell.
Foi professora assistente na Universidade do Arkansas em 1997, e subiu na hierarquia acadêmica até se tornar professora titular em 2008, recebendo também a Robert C. & Sandra Connor Endowed Faculty Fellowship no mesmo ano. De 2011 a 2013 foi diretora de programa da Fundação Nacional da Ciência e, em 2014, assumiu o cargo atual como professora de matemática na Universidade de Syracuse.

## Reconhecimento
Lanzani foi nomeada fellow da ]]American Mathematical Society]], na classe de 2022, "por contribuições à teoria de funções em uma e várias variáveis complexas". Foi a primeira matemática da Universidade de Syracuse a obter esta honraria.